# Biscotto (ceramica)
Il biscotto (in francese: biscuit) è, nell'arte della ceramica, l'oggetto dopo la prima cottura. Tale cottura si attesta ad una temperatura variabile tra i 750° ei 950° quando l'impasto raggiunge il necessario grado di durezza. 
Il biscotto risulta poroso e può quindi assorbire ancora liquidi e fissare vetrine e smalti nelle cotture successive che danno origine alla ceramica invetriata, ingobbiata o smaltata. Tuttavia alcuni tipi di invetriatura a galena o a cristallina e alcuni prodotti come le terre sigillate romane sono ad una sola cottura, ma ad una temperatura superiore a quella del biscotto, ovvero intorno ai 1050-1150 °C.